# Avrainville (Essonne)
Pour les articles homonymes, voir Avrainville.
Avrainville (prononcé [avʁɛ̃vil] ) est une commune française située à trente-quatre kilomètres au sud-ouest de Paris dans le département de l'Essonne en région Île-de-France.

## Géographie

### Situation
| Type d’occupation           | Pourcentage | Superficie (en hectares) |
| --------------------------- | ----------- | ------------------------ |
| Espace urbain construit     | 8,1 %       | 75,66                    |
| Espace urbain non construit | 2,0 %       | 19,08                    |
| Espace rural                | 89,8 %      | 837,66                   |
| Source : Iaurif             |             |                          |

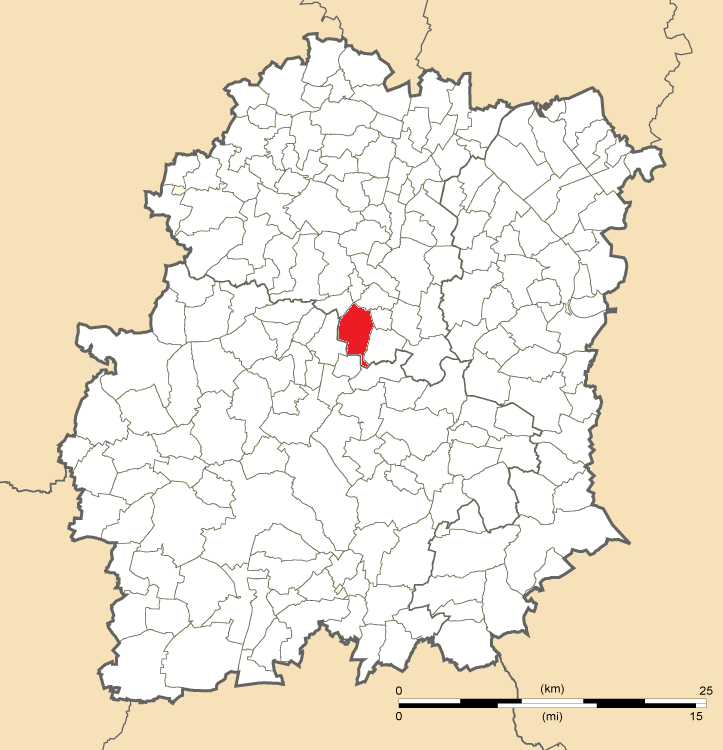
Position d’Avrainville en Essonne.

Avrainville est située à trente-quatre kilomètres au sud-ouest de Paris-Notre-Dame, point zéro des routes de France, seize kilomètres au sud-ouest d'Évry, trois kilomètres au sud d'Arpajon, dix kilomètres au sud de Montlhéry, onze kilomètres au nord-ouest de La Ferté-Alais, seize kilomètres au nord-est d'Étampes, dix-sept kilomètres au sud de Palaiseau, dix-huit kilomètres au sud-ouest de Corbeil-Essonnes, dix-huit kilomètres au nord-est de Dourdan, vingt-quatre kilomètres au nord-ouest de Milly-la-Forêt. Elle est aussi située à deux cent soixante-douze kilomètres au sud-ouest d'Avrainville en Meurthe-et-Moselle et deux cent quatre-vingt-treize kilomètres au nord-ouest d'Avrainville dans les Vosges.

### Relief et géologie
Le point le plus bas de la commune est situé à quatre-vingt-un mètres d'altitude et le point culminant à cent cinquante-quatre mètres.

### Communes limitrophes
Il y a La Norville et Arpajon au nord, Guibeville à l'est, Cheptainville au sud-est et Boissy-sous-Saint-Yon au sud-ouest.

### Climat
Pour des articles plus généraux, voir Climat de l'Île-de-France et Climat de l'Essonne.
En 2010, le climat de la commune est de type climat océanique dégradé des plaines du Centre et du Nord, selon une étude du CNRS s'appuyant sur une série de données couvrant la période 1971-2000. En 2020, Météo-France publie une typologie des climats de la France métropolitaine dans laquelle la commune est exposée à un climat océanique altéré et est dans la région climatique Sud-ouest du bassin Parisien, caractérisée par une faible pluviométrie, notamment au printemps (120 à 150 mm) et un hiver froid (3,5 °C).
Pour la période 1971-2000, la température annuelle moyenne est de 11,2 °C, avec une amplitude thermique annuelle de 15,3 °C. Le cumul annuel moyen de précipitations est de 654 mm, avec 10,8 jours de précipitations en janvier et 7,6 jours en juillet. Pour la période 1991-2020, la température moyenne annuelle observée sur la station météorologique la plus proche, située sur la commune de Brétigny-sur-Orge à 7 km à vol d'oiseau, est de 11,9 °C et le cumul annuel moyen de précipitations est de 628,9 mm,. Pour l'avenir, les paramètres climatiques de la commune estimés pour 2050 selon différents scénarios d'émission de gaz à effet de serre sont consultables sur un site dédié publié par Météo-France en novembre 2022.

### Voies de communication et transports
La commune est desservie par les lignes 102, 685A et 685B du réseau de bus Cœur d'Essonne.

## Urbanisme

### Typologie
Au 1er janvier 2024, Avrainville est catégorisée ceinture urbaine, selon la nouvelle grille communale de densité à sept niveaux définie par l'Insee en 2022.
Elle est située hors unité urbaine. Par ailleurs la commune fait partie de l'aire d'attraction de Paris, dont elle est une commune de la couronne,. Cette aire regroupe 1 929 communes,.

## Toponymie
Evrinivilla en 1070, Aurenvilla en XIIIe siècle, Avrainvilla en 1458, Abrenivilla, Avrinville.
Le toponyme de la commune tire son origine de l'appellation médiévale Aprinivilla, tirant origine, selon le dictionnaire des noms de l'arrondissement de Corbeil, de deux mots latins : « Aprinus », désignant « sanglier », et « Villa » désignant un domaine. En 1793, la commune fut créée avec son nom actuel.

## Histoire
Depuis le XIe siècle, date des premiers documents récupérés désignant un petit village sur la commune, les terres et la seigneurie d’Avrainville (alors nommé Evrini-villa) étaient la possession des abbés de l’abbaye de Saint-Germain-des-Près. Ils bâtirent une ferme à l’intérieur d'anciens murs qui entouraient l’église dont ils avaient la jouissance et le patronage et ils cultivèrent les terres alentour leur appartenant. Ils y exerçaient indirectement la justice. Avant la Révolution française, le village était majoritairement vigneron, et c'était les seigneurs voisins du village de Cheptainville qui usaient du droit de chasse qui leur avait été cédé. Avrainville prit son nom actuel à l'époque de la Révolution française. À cette époque, les bénédictins se séparent des terres et des bois, achetés par Michel Pierre Guyot, un avocat, imprimeur-éditeur, imprimeur de l'Almanach royal puis de l'Almanach impérial. L'horticulture est aujourd'hui une activité dominante sur le territoire du village les terres et le climat y étant particulièrement propice.

## Population et société

### Démographie
Les habitants sont nommés les Avrainvillois  et les Avrainvilloises .

#### Évolution démographique
L'évolution du nombre d'habitants est connue à travers les recensements de la population effectués dans la commune depuis 1793. Pour les communes de moins de 10 000 habitants, une enquête de recensement portant sur toute la population est réalisée tous les cinq ans, les populations de référence des années intermédiaires étant quant à elles estimées par interpolation ou extrapolation. Pour la commune, le premier recensement exhaustif entrant dans le cadre du nouveau dispositif a été réalisé en 2005.

En 2022, la commune comptait 1 045 habitants, en évolution de +9,2 % par rapport à 2016 (Essonne : +2,89 %, France hors Mayotte : +2,11 %).
| 1793 | 1800 | 1806 | 1821 | 1831 | 1836 | 1841 | 1846 | 1851 |
| ---- | ---- | ---- | ---- | ---- | ---- | ---- | ---- | ---- |
| 300  | 319  | 332  | 345  | 327  | 293  | 282  | 303  | 302  |

| 1856 | 1861 | 1866 | 1872 | 1876 | 1881 | 1886 | 1891 | 1896 |
| ---- | ---- | ---- | ---- | ---- | ---- | ---- | ---- | ---- |
| 281  | 288  | 279  | 262  | 275  | 294  | 320  | 312  | 301  |

| 1901 | 1906 | 1911 | 1921 | 1926 | 1931 | 1936 | 1946 | 1954 |
| ---- | ---- | ---- | ---- | ---- | ---- | ---- | ---- | ---- |
| 274  | 262  | 265  | 249  | 234  | 280  | 273  | 271  | 268  |

| 1962 | 1968 | 1975 | 1982 | 1990 | 1999 | 2005 | 2006 | 2010 |
| ---- | ---- | ---- | ---- | ---- | ---- | ---- | ---- | ---- |
| 252  | 291  | 359  | 418  | 556  | 652  | 675  | 676  | 737  |

| 2015 | 2020  | 2022  | - | - | - | - | - | - |
| ---- | ----- | ----- | - | - | - | - | - | - |
| 949  | 1 017 | 1 045 | - | - | - | - | - | - |

#### Pyramide des âges
En 2018, le taux de personnes d'un âge inférieur à 30 ans s'élève à 40,1 %, soit au-dessus de la moyenne départementale (39,9 %). À l'inverse, le taux de personnes d'âge supérieur à 60 ans est de 16,6 % la même année, alors qu'il est de 20,1 % au niveau départemental.
En 2018, la commune comptait 491 hommes pour 482 femmes, soit un taux de 50,46 % d'hommes, légèrement supérieur au taux départemental (48,98 %).
Les pyramides des âges de la commune et du département s'établissent comme suit.
| Hommes | Classe d’âge | Femmes |
| ------ | ------------ | ------ |
| 0,4    | 90 ou +      | 0,4    |
| 3,1    | 75-89 ans    | 4,4    |
| 12,1   | 60-74 ans    | 12,9   |
| 21,6   | 45-59 ans    | 19,6   |
| 21,1   | 30-44 ans    | 24,2   |
| 17,9   | 15-29 ans    | 19,0   |
| 23,8   | 0-14 ans     | 19,4   |

| Hommes | Classe d’âge | Femmes |
| ------ | ------------ | ------ |
| 0,5    | 90 ou +      | 1,4    |
| 5,4    | 75-89 ans    | 7,2    |
| 12,9   | 60-74 ans    | 13,9   |
| 20     | 45-59 ans    | 19,4   |
| 19,9   | 30-44 ans    | 20,1   |
| 20     | 15-29 ans    | 18,2   |
| 21,3   | 0-14 ans     | 19,8   |

## Politique et administration

### Politique locale
La commune d'Avrainville est rattachée au canton d'Arpajon, représenté par les conseillers départementaux Dominique Bougraud (UDI) et Alexandre Touzet (DVD), à l'arrondissement de Palaiseau et à la troisième circonscription de l'Essonne, représentée par la députée Laëtitia Romeiro Dias (LREM).
L'Insee attribue à la commune le code 91 3 01 041. La commune de est enregistrée au répertoire des entreprises sous le code SIREN 219 100 419. Son activité est enregistrée sous le code APE 8411Z.

### Liste des maires
Trente-quatre maires se sont succédé à la tête de la commune d'Avrainville depuis l'élection du premier en 1792.

### Tendances et résultats politiques

#### Élections présidentielles, résultats des deuxièmes tours
- Élection présidentielle de 2002 : 84,96 % pour Jacques Chirac (RPR), 15,04 % pour Jean-Marie Le Pen (FN), 81,01 % de participation[39].
- Élection présidentielle de 2007 : 62,62 % pour Nicolas Sarkozy (UMP), 37,38 % pour Ségolène Royal (PS), 88,76 % de participation[40].
- Élection présidentielle de 2012 : 56,60 % pour Nicolas Sarkozy (UMP), 43,40 % pour François Hollande (PS), 87,52 % de participation[41].
- Élection présidentielle de 2017 : 68,81 % pour Emmanuel Macron (EM), 31,19 % pour Marine Le Pen (FN), 83,93 % de participation.

#### Élections législatives, résultats des deuxièmes tours
- Élections législatives de 2002 : 61,41 % pour Geneviève Colot (UMP), 38,59 % pour Yves Tavernier (PS), 68,37 % de participation[42].
- Élections législatives de 2007 : 65,55 % pour Geneviève Colot (UMP), 34,45 % pour Brigitte Zins (PS), 61,00 % de participation[43].
- Élections législatives de 2012 : 57,95 % pour Geneviève Colot (UMP), 42,05 % pour Michel Pouzol (PS), 63,68 % de participation[44].
- Élections législatives de 2017 : 57,66 % pour Laëtitia Romeiro Dias (EM), 42,34 % pour Virginie Araujo (LFI), 46,25 % de participation.

#### Élections européennes, résultats des deux meilleurs scores
- Élections européennes de 2004 : 24,19 % pour Harlem Désir (PS), 20,47 % pour Patrick Gaubert (UMP), 46,50 % de participation[45].
- Élections européennes de 2009 : 35,14 % pour Michel Barnier (UMP), 19,20 % pour Daniel Cohn-Bendit (Les Verts), 56,72 % de participation[46].
- Élections européennes de 2014 : 24,42 % pour Aymeric Chauprade (FN), 21,12 % pour Alain Lamassoure (UMP), 50,48 % de participation.
- Élections européennes de 2019 : 26,48 % pour Nathalie Loiseau (LREM), 19,28 % pour Jordan Bardella (RN), 59,73 % de participation.

#### Élections régionales, résultats des deux meilleurs scores
- Élections régionales de 2004 : 50,28 % pour Jean-François Copé (UMP), 39,27 % pour Jean-Paul Huchon (PS), 77,87 % de participation[47].
- Élections régionales de 2010 : 51,89 % pour Valérie Pécresse (UMP), 48,11 % pour Jean-Paul Huchon (PS), 59,73 % de participation[48].
- Élections régionales de 2015 : 46,07 % pour Valérie Pécresse (LR), 33,33 % pour Claude Bartolone (PS), 61,45 % de participation.

#### Élections cantonales et départementales, résultats des deuxièmes tours
- Élections cantonales de 2004 : 75,64 % pour Philippe Le Fol (DVD), 24,36 % pour Monique Goguelat (PS), 78,09 % de participation[49].
- Élections cantonales de 2011 : 70,94 % pour Pascal Fournier (PS), 29,06 % pour Bernard Despalins (FN), 53,88 % de participation[50].
- Élections départementales de 2015 : 43,03 % pour Dominique Bougraud (UDI) et Alexandre Touzet (UMP), 36,97 % pour Pascal Fournier et Nicole Perrier (PS), 20,00 % pour Alain Buffle et Catherine Morin (FN), 56,42 % de participation.

#### Élections municipales, résultats des deuxièmes tours
- Élections municipales de 2001 : données manquantes.
- Élections municipales de 2008 : 337 voix pour Michel Villemin (?) élu au premier tour, 336 voix pour Pascale Bourgeron (?), 81,33 % de participation[51].
- Élections municipales de 2014 : 639 inscrits, 510 votants (79,81 %), 498 votes exprimés (77,93 %). Le taux d'abstention est donc de 20,19 %. Malgré un panachage possible, La liste Tous ensemble pour Avrainville (DVD) emmenée par le maire sortant Philippe Le Fol, a acquis la totalité des sièges disponibles au conseil municipal face à la liste Un nouveau souffle pour Avrainville (DVD) emmenée par Thierry Perdereau. Les trois candidats ayant obtenu le plus de suffrages sont : Eric Janin (346 voix), Nicole Dessauge (346 voix), Michel Villemin (345 voix) appartenant tous trois à la liste Tous ensemble pour Avrainville. Le candidat ayant obtenu le plus de voix dans la liste Un nouveau souffle pour Avrainville est : Isabelle Leroy (155 voix). Si l'on additionne la totalité des voix de chaque liste on obtient : 5 139 voix (69,25 %) pour la liste Tous ensemble pour Avrainville contre 2281 (30,75 %) pour la liste Un nouveau souffle pour Avrainville.

#### Référendums
- Référendum de 2000 relatif au quinquennat présidentiel : 67,12 % pour le Oui, 32,88 % pour le Non, 39,61 % de participation[52].
- Référendum de 2005 relatif au traité établissant une Constitution pour l'Europe : 50,00 % pour le Oui, 50,00 % pour le Non, 78,49 % de participation[53].

### Enseignement
Les établissements scolaires d'Avrainville dépendent de l'académie de Versailles. La commune dispose sur son territoire d'une école primaire publique, l'école Aprinivilla, regroupant cinq classes. Celle-ci a été entièrement rénovée en 2010.

### Jumelages
Avrainville n'a développé aucune association de jumelage.

## Vie quotidienne à Avrainville

### Lieux de culte

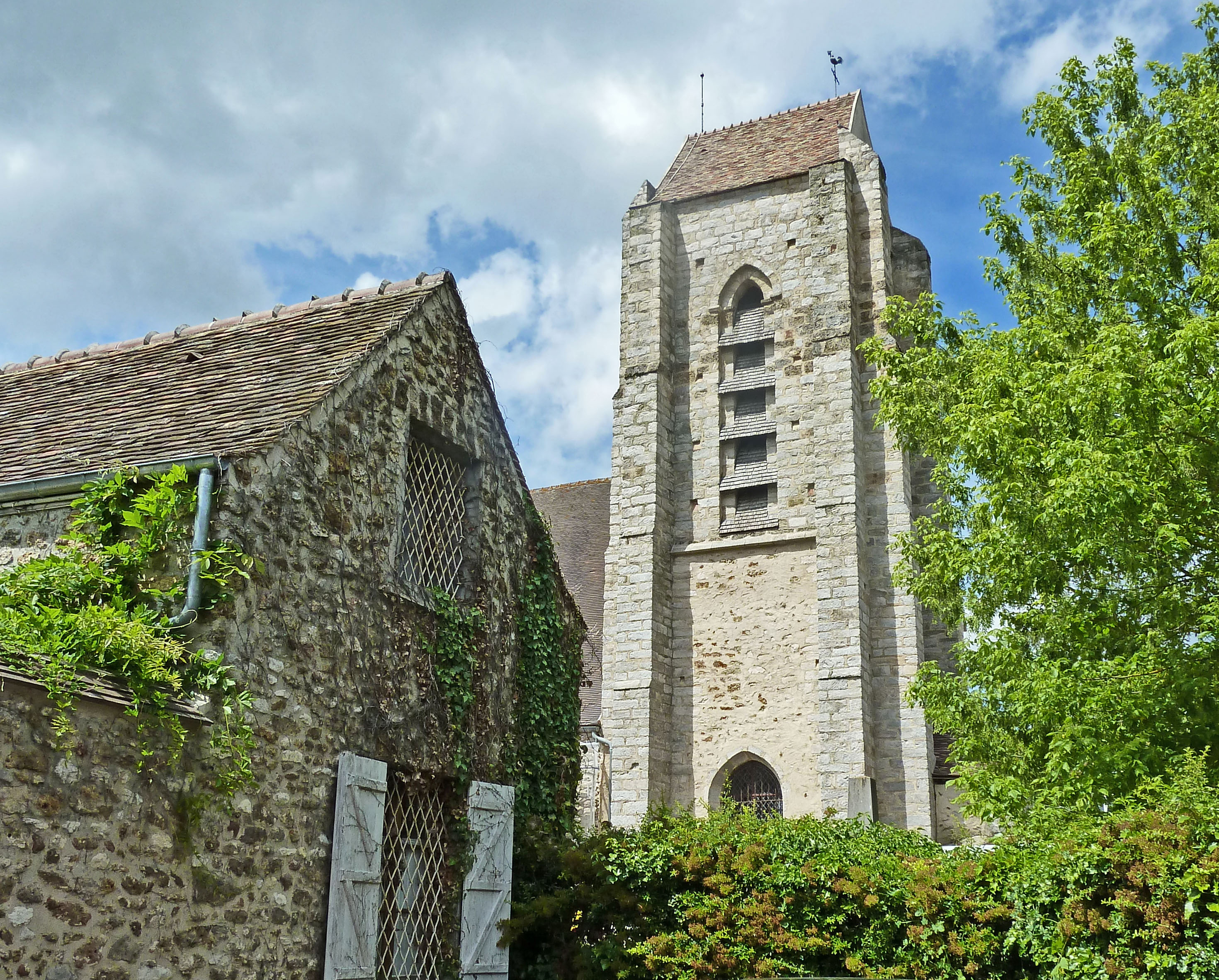
L'église Notre-Dame-de-l'Assomption-de-la-Très-Sainte-Vierge.

La paroisse catholique d'Avrainville dépend du secteur pastoral des Trois-Vallées-Arpajon et du diocèse d'Évry-Corbeil-Essonnes. Elle dispose de l'église Notre-Dame-de-l'Assomption-de-la-Très-Sainte-Vierge.

### Médias
L'hebdomadaire Le Républicain relate les informations locales. La commune est en outre dans le bassin d'émission des chaînes de télévision France 3 Paris Île-de-France Centre, IDF1 et Téléssonne intégré à Télif.

## Économie

### Emplois, revenus et niveau de vie
En 2010, le revenu fiscal médian par ménage était de 48 916 €, ce qui plaçait Avrainville au 372e rang parmi les 31 525 communes de plus de 39 ménages en métropole.
| Répartition des emplois par catégories socioprofessionnelles en 2006 |              |                                           |                                                   |                            |                          |                           |
|                                                                      | Agriculteurs | Artisans, commerçants, chefs d’entreprise | Cadres et professions intellectuelles supérieures | Professions intermédiaires | Employés                 | Ouvriers                  |
| Avrainville                                                          | -            | -                                         | -                                                 | -                          | -                        | -                         |
| Zone d'emploi de Dourdan                                             | 0,7 %        | 6,0 %                                     | 18,9 %                                            | 28,5 %                     | 26,3 %                   | 19,6 %                    |
| Moyenne nationale                                                    | 2,2 %        | 6,0 %                                     | 15,4 %                                            | 24,6 %                     | 28,7 %                   | 23,2 %                    |
| Répartition des emplois par secteurs d’activités en 2006             |              |                                           |                                                   |                            |                          |                           |
|                                                                      | Agriculture  | Industrie                                 | Construction                                      | Commerce                   | Services aux entreprises | Services aux particuliers |
| Avrainville                                                          | -            | -                                         | -                                                 | -                          | -                        | -                         |
| Zone d'emploi de Dourdan                                             | 1,7 %        | 10,4 %                                    | 7,5 %                                             | 11,8 %                     | 21,6 %                   | 6,9 %                     |
| Moyenne nationale                                                    | 3,5 %        | 15,2 %                                    | 6,4 %                                             | 13,3 %                     | 13,3 %                   | 7,6 %                     |
| Sources : Insee,                                                     |              |                                           |                                                   |                            |                          |                           |

## Culture locale et patrimoine

### Patrimoine environnemental
Les espaces boisés au sud du territoire ont été recensés au titre des espaces naturels sensibles par le conseil général de l'Essonne.

### Patrimoine architectural
L'église Notre-Dame-de-l'Assomption-de-la-Très-Sainte-Vierge construite au XIIe siècle dont il ne reste que le portail d'entrée ouverte à hauteur de la deuxième travée sur la surface sud de l'église.
Le portail est composé d'un arc de type brisé tombant de part et d'autre sur de fines colonnes encadrant la porte et surmontées de chapiteaux à volutes. Le chapiteau de gauche est orné de fleurs d'eau stylisées. L'archivolte de type classique est sculptée d'un motif de chevrons répétés. Le tympan lui est lisse et placé entre l'archivolte et la double porte en bois.
La quasi-totalité de l'église ayant été détruite durant la guerre de Cent Ans, une partie de la reconstruction a été faite à la fin du XVe siècle à savoir toute la partie supérieure et la couverture de la nef, puis début XVIe siècle, la voûte.
La voûte assez proche du chœur, peinte en bleu foncé, bâtie sur une croisée d'ogives, la clef au centre comporte une étoile à huit pointes et en son centre un écusson orné de trois fleurs de lis représentant ainsi les armes de l'Île-de-France. Les quatre culots, disposés à chaque extrémité des nervures représentent pour deux d'entre elles, une tête d'homme chacune, et pour les deux autres, un décor de feuilles frisées.
La chaire utilisé aujourd'hui date du XIXe siècle et est sobre et non décorée. Elle est appuyée sur le pilier de la nef et est composé de quatre panneaux, de son abat-voix hexagonal et d'un escalier en bois appuyé contre le pilier.
Une dalle funéraire du XVIIe siècle est située entre le chœur et le bas-côté. Elle mesure 1,72 m de longueur pour 1,00 m de large, celle de Dame Marguerite de La Rue, morte en 1661. Le sommet de la dalle est décoré d'une urne ornée d'un drap, entourée par deux têtes de mort et surmontée d'un heaume. L'inscription gravée est la suivante :

« CY GIST DAME MARGUERITE DE LA RUE VIVANTE FEMME DE MESSIRE HELYE DE BUCHERE St ROY EN SES CONts ET MAITRE D'HOSTEL ORDre DE SA MAISON DECEDEE EN SA MAISON A PARIS LE XXVII JOUR DE DECEMBRE MIL Vic LXI ET INHUMEE EN CE LIEU LE XXXIXe JOUR DES MORTS ET ANS AGEE DE LI ANS »

L'église a été inscrite aux monuments historiques le 29 décembre 1983.

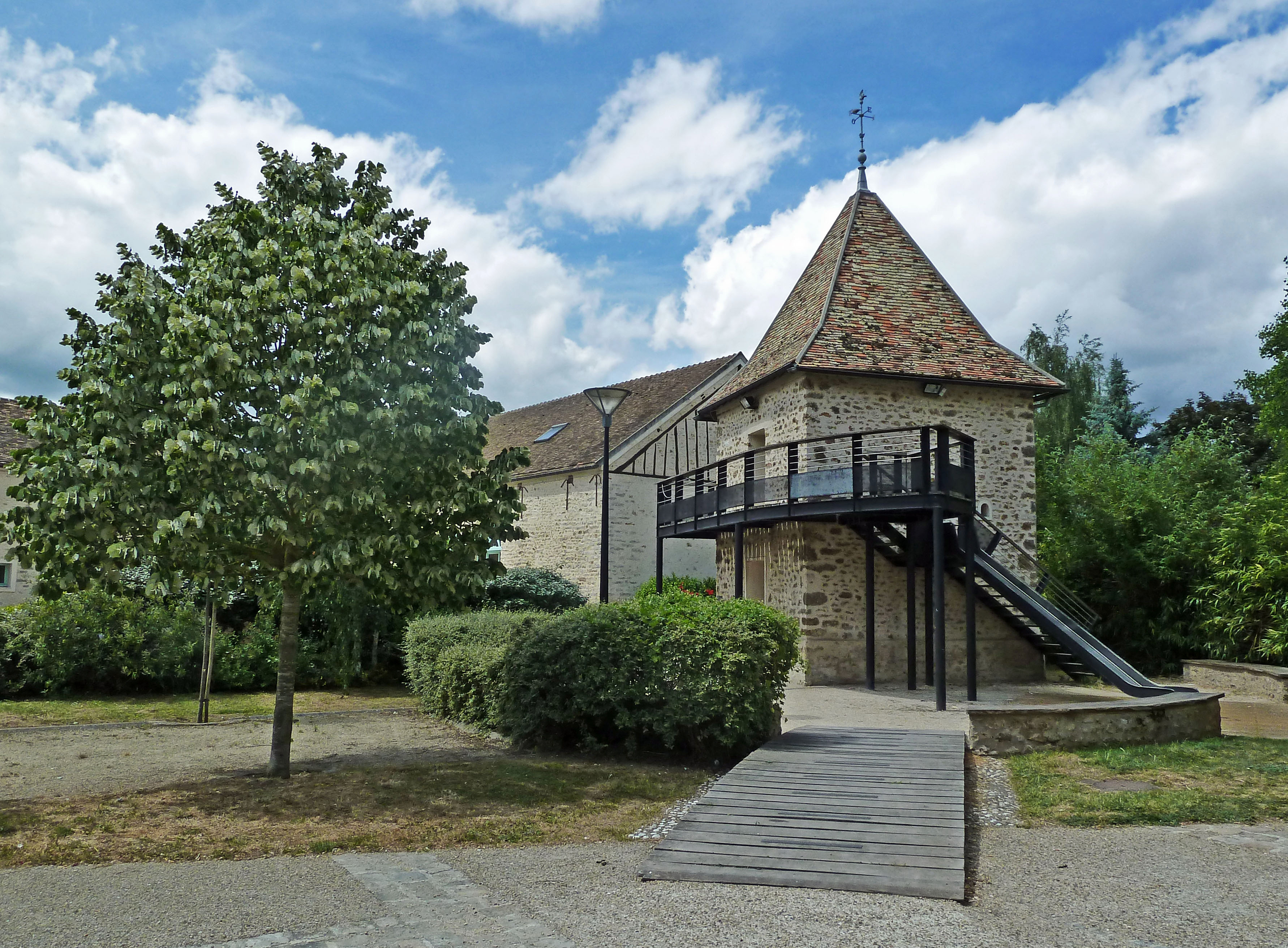
Avrainville pigeonnier restauré.

Le calvaire daterait du XIXe siècle, situé chemin du Peuple-la-Lance à l'intersection du chemin d'Égly. Il comporte une croix en fonte noire, dont les branches sont terminées en feuille pointue sur un socle de pierre cubique, lui-même placé sur un socle en pyramide circulaire à trois niveaux plus récent.
Le colombier ou pigeonnier daterait du XIVe siècle. Un document de 1522 mentionne l'existence de ce colombier dans la cour de l'ancienne ferme, il appartenait donc aux abbés de Saint-Germain-des-Prés, aujourd'hui place de l'Église. Il est peu élevé et fabriqué en pierre de pays. Il est aujourd'hui réhabilité en bibliothèque municipale.
L'ancienne ferme seigneuriale d'Avrainville entoure en partie l'église. Durant les siècles, le bâtiment a subi plusieurs transformations et a eu plusieurs utilités à travers les siècles. Ainsi selon les documents disponibles, en 1371, le bâtiment comprenait une maison ; en 1522, une grange, un grand manoir, une étable, un auditoire, des prisons, et le colombier faisait partie du domaine. Dans sa version actuelle, elle reste en pierre de pays, mais elle a été rachetée par la mairie en 1993, puis elle est restaurée, et est devenue maintenant une salle polyvalente.

« L'école élémentaire d'Avrainville a subi beaucoup de changement dans le temps et en particulier dernièrement pour pallier l'augmentation de la population du village. Une école à Avrainville existait en 1640. En effet, un registre d'état civil du 7 juin 1640 signale une école dirigée par Nicolas Gomel. En 1849 les bâtiments scolaires qui comprenaient uniquement l'ancienne mairie furent construits, le rez-de-chaussée étant affecté majoritairement à l'école et le premier étage à la mairie. En novembre 1898, le conseil municipal décide d’acquérir le terrain mitoyen de celui de la mairie-école pour agrandir les locaux scolaires par la construction d’un nouveau bâtiment en meulière. Il est terminé en 1902. Depuis, plusieurs agrandissements ont été faits et d'autres bâtiments y ont été greffés. L'ancienne mairie-école, un temps utilisée uniquement en mairie, et maintenant utilisée uniquement par l'école depuis le déménagement en 2008 de la mairie au château du Merle Blanc. Après la Première Guerre mondiale, le département (Seine-et-Oise à l'époque) a fait apposer sur la façade une plaque commémorative sur laquelle on peut lire :

AUX

INSTITUTEURS

DE SEINE-ET-OISE

AUX ENFANTS DE LA COMMUNE

MORTS POUR LA PATRIE

LE DEPARTEMENT
1914 1918 »

Le château du Merle Blanc a été construit au XVIIe siècle dans le style Louis XVI puis régulièrement modifié depuis. Il accueille aujourd'hui la mairie, la commune en ayant fait l'acquisition en 2008. il se trouve dans un parc arboré de deux hectares. Au cours de son histoire, de nombreuses personnalités y ont séjourné comme Eugène Merle, Simenon, Joséphine Baker, Cécile Sorel.
Le lavoir communal, aux abords du parc du Château, était alimenté par un puits et un système de manège à chevaux pour acheminer l'eau. Aucun cours d'eau ne coulant dans le village, il ne pouvait pas se situer aux abords d'une rivière. Il fut construit à la fin du XIXe siècle. Le terrain sur lequel il est implanté à une superficie estimée à sept ares et dix-huit centiares. Il fut utilisé régulièrement jusqu'en 1952 avec l'arrivée de l'eau courante. Le lavoir est fermé sur ces quatre côtés et le toit recouvert d'ardoise. Il contient deux bassins, un bassin de lavage et un autre de rinçage. Un projet de rénovation a été déposé en 2008 après le rachat du terrain par la commune. Il est aujourd'hui rénové.

### Héraldique
| Blason de Avrainville (Essonne) | Blason  | Parti : au premier d'argent aux deux crosses adossées de gueules, au second de sinople à la gerbe de blé d'or liée de gueules et sommée de trois fleurettes aussi d'or.                                                       |
| Blason de Avrainville (Essonne) | Détails | Le bBlason complet comporte sur son sommet une couronne murale en accord avec les prescriptions aux armoiries urbaines faites par Napoléon Ier. Cette couronne murale, comporte trois tours symbolisant les petites communes. |

### Avrainville dans les arts et la culture
- Dans le roman policier de Georges Simenon,  La Nuit du carrefour , le commissaire Maigret loge, avec l'inspecteur Luca, à l'auberge d'Avrainville. Maigret enquête sur un crime survenu au carrefour des Trois veuves sur la route entre Étampes et Arpajon[réf. nécessaire].
- Avrainville sert de décor au film d'Alain Corneau Fort Saganne sorti en 1984[réf. nécessaire].